# Teratophoneus
Teratophoneus („monstrózní zabiják“) byl velkým masožravým dinosaurem (teropodem) z čeledi Tyrannosauridae, který žil asi před 77 až 74 miliony let (pozdní kampán) na území dnešního Utahu v USA. Představoval patrně společensky žijícího teropoda, který možná praktikoval smečkový lov.

## Popis
Teratophoenus byl menším a geologicky starším příbuzným populárního tyranosaura, holotyp (exemplář, podle kterého byl taxon popsán) byl subadultní jedinec a dosahoval jen asi desetinu hmotnosti dospělce druhu T. rex (kolem 667 kg). Jeho celková délka dosahovala asi 6 až 8,6 metru. Lebka byla v poměru k lebkám ostatních tyranosauridů poměrně krátká a na bázi široká.
Fosilie tohoto svrchnokřídového dinosaura byly objeveny v usazeninách geologického souvrství Kaiparowits. Popsán byl podle částečně zachované lebky a postkraniální kostry týmem amerických paleontologů počátkem roku 2011. Typovým druhem je T. curriei, což představuje poctu kanadskému paleontologovi Philu Curriemu.

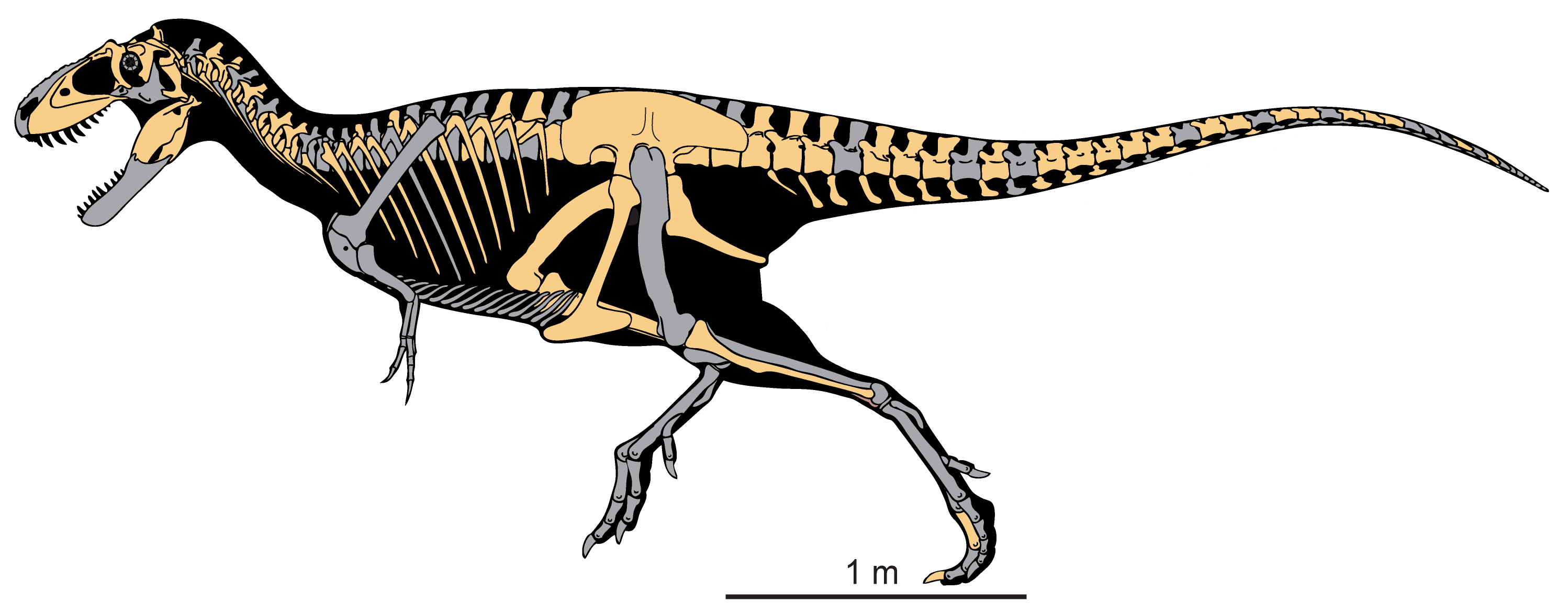
Skeletální diagram druhu Teratophoneus curriei

 Podle Gregoryho S. Paula dosahovali dospělci tohoto druhu délky až 8 metrů a hmotnosti kolem 2500 kg.
V říjnu roku 2017 byla z Utahu pomocí helikoptéry transportována zkamenělina pravděpodobně patřící teratofoneovi, představující asi 75 % jeho původní kostry. Podobný druh dosud formálně nepopsaného tyranosaurida je znám ze souvrství Kirtland v Novém Mexiku.
Další objev fosilií více pravděpodobných zástupců tohoto rodu byl popsán roku 2021.
Síla čelistního stisku tohoto obřího teropoda byla odhadnuta na 2 812 newtonů v přední části čelistí a na 6 188 newtonů v zadní části čelistí (při šířce báze lebky 282 mm).

## Systematické zařazení
Teratophoneus nepochybně patřil do čeledi Tyrannosauridae, navíc pak i do podčeledi Tyrannosaurinae. Mezi jeho nejbližší příbuzné patřily pravděpodobně rody Lythronax a Bistahieversor.